# Шо (озеро)
Шо (Сшо; бел. Шо) — озеро в Глубокском районе Витебской области Беларуси. Относится к бассейну реки Шоша, вытекающей из озера.
Озеро считается одним из претендентов на статус географического центра Европы.

## Название
Гидроним имеет балтское происхождение. На основе древнелитовского корня šeš, имеющего значение «холодный», возник также гидроним Шоша.
Существуют и другие версии происхождения названия:
- Название дано варягами во времена Киевской Руси и означает «озеро». В современном шведском языке существует слово «sjö» с аналогичным значением[11].
- Название первоначально звучало как Сшо и происходит от ныне исчезнувшей рыбы, когда-то водившейся только в этом озере[12][13].

## Географическое положение
Озеро находится на территории Свенцянской возвышенности, в 26 км на восток от города Глубокое. По берегам расположены деревни Надозерье и Шо. Высота над уровнем моря составляет 171,7 м.
По одной из версий, озвученной белорусскими геодезистами в 2000 году, на дне озера либо в границах озера и одноимённой деревни находится географический центр Европы.

## Морфология
Площадь зеркала достигает 7,65 км², площадь водосбора — 110 км². Длина озера составляет 4,2 км, наибольшая ширина — 2,12 км, длина береговой линии — 12,4 км. Наибольшая глубина — 3,1 м, средняя глубина — 1,9 м. Объём воды в озере — 14,85 млн м³.
Озеро Шо занимает обширное понижение, ранее являвшееся частью дна крупного приледникового озера. Котловина остаточного типа, округлой формы, вытянутая с севера на юг. Склоны котловины высотой 2—4 м, пологие, песчаные, покрытые лесом, местами распаханные. Часть северного и южного склонов заболочена.
Береговая линия слабоизвилистая. Берега низкие (высотой до 0,2 м), песчано-торфянистые, заболоченные, поросшие лесом и кустарником. Западный берег, рядом с которым проходит плоская песчаная равнина, достигает 0,5 м в высоту.
Дно плоское. Бо́льшая часть ложа покрыта тонкодетритовым сапропелем. Литораль до глубины 0,5—1 м выстлана песками и заиленными песками. Протяжённые полосы мелководья проходят вдоль западного и восточного берегов. Ещё одна протяжённая мелководная область распространяется на 1,2 км от южного берега. Наибольшие глубины отмечаются в центральной части водоёма.
Объём слоя донных отложений составляет 31,4 млн м³, из которых 27,5 млн м³ приходится на сапропель. Сапропель озера Шо потенциально может использоваться в качестве удобрений.

## Гидрология
Средняя минерализация воды достигает 250 мг/л, прозрачность — 1,8 м, цветность — 30°. Водоём подвержен эвтрофикации.
Благодаря небольшим глубинам и плоской открытой котловине в летнее время озеро одинаково хорошо прогревается и насыщается кислородом от дна до поверхности. Зимой количество кислорода в придонной области понижается на 30—40 %. Кроме того, зимой увеличивается минерализация воды: например, содержание гидрокарбонатов увеличивается с 128 до 183 мг/л.
Несмотря на высокое содержание органических веществ и окисляемость более 10 мг/л, вода отличается достаточно высокой для эвтрофных водоёмов степенью прозрачности и относительной чистоты.
Озеро проточное. Впадают ручьи и протоки из озёр Долгое и Ивесь, вытекает река Шоша. Важными источниками питания служат атмосферные осадки и расположенные поблизости болота.
Фитопланктон представлен 55 видами водорослей, среди которых преобладают сине-зелёные водоросли. Общая биомасса фитопланктона составляет 2,42 г/м³. Зоопланктон насчитывает 26 видов, характерных для мелководных эвтрофных водоёмов. Биомасса зоопланктона — 2,36 г/м³. Зообентос хирономидного типа, характеризуется бедностью. Средняя биомасса зообентоса летом составляет 1,42 г/м².

## Флора и фауна
Озеро сильно зарастает по всей площади. Доминирующим растением является телорез, который образует сплошные ковры, распространяющиеся до глубины 1,5 м. Кроме того, широко распространены рдесты, элодея, харовые водоросли.
Вдоль берегов простирается полоса тростника и камыша шириной преимущественно до 30 м. Возле истока Шоши, где полоса надводной растительности расширяется до 50 м, произрастает горец земноводный.
Ихтиофауна водоёма — карасёво-линёвого типа. Водятся карась, линь, окунь, щука, краснопёрка, плотва, густера. Озеро неоднократно зарыблялось сазаном и карасём. Производится промысловый лов рыбы.

## Экологическая обстановка
Согласно сведениям 1980-х годов, антропогенное влияние на озеро Шо проявлялось лишь при рыболовстве и рыбоводстве. При этом отмечалось, что водоём обладает значительными кормовыми ресурсами. Для увеличения его рыбопродуктивности предлагалось сооружение плотины у истока Шоши при одновременном удалении верхнего слоя сапропелей со дна.
Отмечается, что в настоящее время водоём подвергается загрязнению со стороны расположенных поблизости фермерских хозяйств. Тем не менее, озеро пользуется популярностью у рыбаков, в том числе у любителей подлёдного лова. В целях сохранения ихтиофауны на озере Шо организовано платное любительское рыболовство.

## Достопримечательности
В 2000-е годы в окрестностях озера Шо планировали обустроить туристический комплекс «Центр Европы». Однако начатые работы были остановлены, поскольку с 2008 года в Беларуси географическим центром Европы считается город Полоцк.
В ясную погоду на дне водоёма просматриваются крестообразные камни. Предполагается, что некогда возле озера находился некрополь, впоследствии оказавшийся под водой. О затоплении кладбища существует местная легенда. Согласно ей, у здешнего каменотёса была дочь по имени Любава, влюблённая в воина Микулу. Однажды Микула отправился в дальний поход и пропал без вести. Не в силах пережить разлуку, Любава умерла от печали. Через годы Микула, вернувшийся из плена в родные места, увидел на кладбище могилу своей возлюбленной. Не в силах смириться с утратой, он произнёс проклятие, и воды озера поглотили кладбище.